# 伯里亞 (內布拉斯加州)
伯里亞（英語：Berea）是位於美國內布拉斯加州巴克斯岡縣的普查規定居民點。

## 歷史
伯里亞的郵局於1889年設立，1908年關閉後又於1917年重啟，最終於1945年停運。

## 人口
根據2020年美國人口普查的數據，伯里亞的面積為3.09平方千米，皆為陸地。當地共有人口49人，而人口密度為每平方千米15.86人。